# Ma Duanlin
Ma Duanlin (poenostavljeno kitajsko 马端临, tradicionalno kitajsko 馬端臨, pinjin Mă Duānlín), je bil kitajski zgodovinar in enciklopedist, ki je leta 1317 v obdobju dinastije Juan objavil obsežno kitajsko enciklopedijo Venšjan tongkao v 348 zvezkih, * 1245, † 1322.
Rojen je bil v družini ministra Južnega Songa. Podatke za Venšjan tongkao je začel zbirati iz očetove zbirke zapisov in po njegovih nasvetih. Po očetovi smrti je bil Ma Duanlin poklican v službo v dinastiji Juan in kasneje igral pomembno vlogo v oživljanju kitajskega izobraževalnega sistema. 
Ma Dualin je opisal kraljestva Čampa, Či Tu, Pan Pan in Kediri in Kmersko cesarstvo. Opisal je tudi invazijo kmerskega kralja Džajavarmana VII. na kraljestvo Čampa leta 1177. O invaziji je zapisal, da se je "kralj odločil, da se bo strašno maščeval svojim sovražnikom, kar mu je po osemnajstih letih potrpežljivega pritajevanja tudi uspelo".:49–52, 74, 78, 168, 170

## Sklica
1. ↑  Zbirka kitajskih biografskih podatkov
2. ↑  Coedès, George (1968).  Walter F. Vella (ur.). The Indianized States of Southeast Asia. trans.Susan Brown Cowing. University of Hawaii Press. ISBN 978-0-8248-0368-1.